# Гороховатский, Ярослав Борисович
Ярослав Борисович Гороховатский (17 сентября 1925 — 28 мая 1976) — советский украинский учёный-химик, доктор химических наук (1968), профессор (1971), член-корреспондент АН УССР (1972).

## Биография
Родился 17 сентября 1925 в городе Александрии. Учился в общеобразовательной школе № 2, которую пришлось бросить в 1941 году после окончания девяти классов. В 1942—1943 годах воевал на фронтах Великой Отечественной войны, получил тяжёлое ранение. За боевые заслуги был награжден орденом Отечественной войны II степени, медалями. В 1944 году вернулся в Александрию и завершил среднее образование в общеобразовательной школе № 1.
В 1950 году окончил химический факультет Киевского университета имени Тараса Шевченко. С 1953 до 1976 года работал в Институте физической химии им. Писаржевского АН УССР: в 1962 году стал заместителем директора по научной работе, а в 1966 году — ещё и заведующим отделения жидкофазного катализа. С 1972 года — член-корреспондента Академии наук УССР.
Труды Гороховатского публиковали более сотни советских и зарубежных (США, Венгрия) научных изданий. Занимался исследованиями преимущественно в сфере гетерогенного катализа. Гороховатский изучал закономерности кинетики, микрокинетики и механизма неполного окисления углерода в газообразной и жидкостной фазе. Занимался изучением поверхностных соединений, образующихся на катализаторах при адсорбции и гетерогенной реакции. Разработал каталитический способ получения этилена, циклогексанола и циклогексанона; прямой оригинальный метод выявления радикально-цепного механизма гетерогенно-гомогенных каталитических процессов. Открыл принципиально новое явление в области катализа — фотокаталитический эффект памяти. Исследовал неполное окисление олефинов, что является одним из самых перспективных методов переработки нефтяных газов.
Умер 28 мая 1976. Похоронен в Киеве на Байковом кладбище.
В 2016 году Распоряжением городского головы Александрии переулок Луначарского был переименован в переулок Ярослава Гороховатского. В том же году к 40-й годовщине смерти учёного в городском музейном центе была открыта его персональная выставка.

## Труды
- Электронное взаимодействие кислорода и этилена с серебром. Москва, 1958;
- Неполное каталитическое окисление олефинов. К., 1964 (соавт.);
- Гетерогенно-гомогенные реакции. К., 1972 (соавт.);
- Propylene and Oxygen chemosorption on cupric oxide catalysts // J. Catalysis. 1973. Vol. 28, № 3;
- Розвиток досліджень з каталізу в Академії наук УРСР // Вісн. АН УРСР. 1975. № 11.